# Telychiense
| Era Eratema | Periodo Sistema | Época Serie              | Edad Piso                    | Inicio, en millones de años |
| ----------- | --------------- | ------------------------ | ---------------------------- | --------------------------- |
| Paleozoico  | Pérmico         | Pérmico                  | Pérmico                      | 298,9±0,15                  |
| Paleozoico  | Carbonífero     | Carbonífero              | Carbonífero                  | 358,86±0,19                 |
| Paleozoico  | Devónico        | Devónico                 | Devónico                     | 419,62±1,36                 |
| Paleozoico  | Silúrico        | Prídoli Pridoliano       | Prídoli Pridoliano           | 422,7±1,6                   |
| Paleozoico  | Silúrico        | Ludlow Ludloviano        | Ludfordiense Ludfordiano     | 425,0±1,5                   |
| Paleozoico  | Silúrico        | Ludlow Ludloviano        | Gorstiense Gorstiano         | 426,7±1,5                   |
| Paleozoico  | Silúrico        | Wenlock Wenlockiano      | Homeriense Homeriano         | 430,6±1,3                   |
| Paleozoico  | Silúrico        | Wenlock Wenlockiano      | Sheinwoodiense Sheinwoodiano | 432,9±1,2                   |
| Paleozoico  | Silúrico        | Llandovery Llandoveriano | Telychiense Telychiano       | 438,6±1,0                   |
| Paleozoico  | Silúrico        | Llandovery Llandoveriano | Aeroniense Aeroniano         | 440,5±1,0                   |
| Paleozoico  | Silúrico        | Llandovery Llandoveriano | Rhuddaniense Rhuddaniano     | 443,1±0,9                   |
| Paleozoico  | Ordovícico      | Ordovícico               | Ordovícico                   | 486,8 ±1,5                  |
| Paleozoico  | Cámbrico        | Cámbrico                 | Cámbrico                     | 538,8±0,6                   |

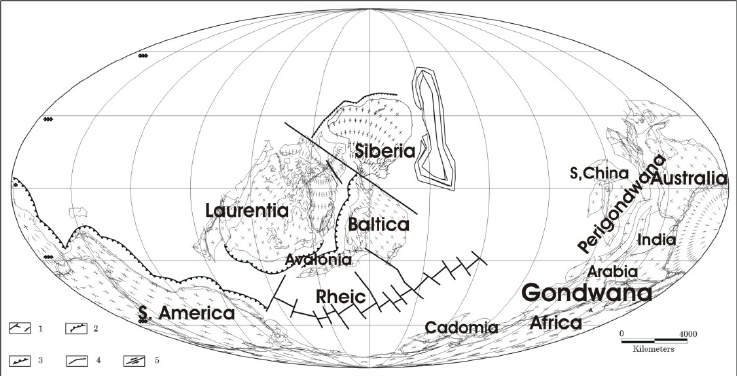
Distribución de las placas tectónicas de la Tierra en el Telychiense, hace 435 Ma.

El Telychiense o Telychiano es el tercer y último piso y edad del Llandovery (primera serie y época del Silúrico) en la escala temporal geológica. Sucede al Aeroniense y precede al Sheinwoodiense (primer piso del Wenlock). Se inició hace unos 438,6 millones de años y terminó hace unos 432,9 millones de años.
El nombre del Telychiense procede de la granja de Pen-lan-Telych, próxima a la localidad de Llandovery (Carmarthenshire, Gales, Reino Unido).

## Sección estratotipo y punto de límite global (GSSP)
La sección estratotipo y punto de límite global (GSSP) para la base del piso Telychiense está situado en el Sinclinal del Valle, (Cazalla de la Sierra, Sevilla, España). Se caracteriza por la primera aparición de los  graptolitos Spirograptus guerichi, Monograptus s.s. y Paradiversograptus runcinatus. El GSSP fue reubicado en 2024, sustituyendo al anteriormente definido en la sección de la carretera de Cefn-Cerig (Gales, Reino Unido). El nuevo GSSP fue aprobado por la Comisión Internacional de Estratigrafía y ratificado posteriormente por la Unión Internacional de Ciencias Geológicas en enero de 2024.
El techo del Telychiense se define por el GSSP de la base del Sheinwoodiense, cuya caracterización bioestratigráfica es actualmente imprecisa, entre la base de la biozona 5 de acritarcos y la última aparición del conodonto Pterospathodus amorphognathoides, algo más alto que la base de la biozona de graptolitos Cyrtograptus centrifugus propuesta inicialmente.